# 挹江門街道
挹江門街道（ゆうこうもんがいどう）は、南京市鼓楼区の街道。現行行政地名は挹江門街道福建路社区、挹江門街道妙峰庵社区などの社区9個がある。

## 行政区画
9街道を管轄する。

## 施設
・介護施設：
・図書館：

### 交通
・地下鉄の駅：

### 教育
・大学：
・中学：
・小学：

### 医療
・病院：

### 娯楽
・体育館：

## 歴史事件
- 挹江門事件:1937年（昭和12年）12月12日夜の南京戦において、城内に進撃する日本軍の攻撃によって敗走して挹江門を通り抜けようとした中国国民政府軍87師、第88師および教導総隊の潰走兵と、それらを武力阻止するよう唐生智に命ぜられた督戦隊である国府軍第36師212団とが衝突して双方が発砲した結果、約一千名[要出典]の中国軍兵士が死亡した事件。[2][3]